# Брандан, Луиш Перейра
Луи́ш Пере́йра Бранда́н (порт. Luís Pereira Brandão; 1540?, Порту — 1590?) — португальский поэт. В историю португальской литературы вошёл как автор поэмы «Элежи́ада» (1588).

## Жизнь и творчество
Луиш Перейра Брандан, рыцарь ордена Христа, родился в Порту между 1530 и 1540 годами, дата смерти неизвестна. Во время обучения под руководством иезуитов показал большие успехи. Попав к королевскому двору, снискал большую славу поэта. Сопровождал Себастьяна I в трагическом африканском походе, и 4 августа 1578 года попал в плен после поражения в битве трёх королей при Алкасер-Кибире. 
Дон Себастьян, надеявшись на победу, поручил поэту воспевать славу отечества, но Брандан, будучи свидетелем свершившейся катастрофы, в большом патриотическом порыве после разгрома португальцев казалось совершенно забыл о собственной участи, посвятив всё своё время составлению подробнейших воспоминаний о мученическом самопожертвовании знати,  об ошеломительном поражении Португалии в сражении при Алкасер-Кибире. Составлением труда поэт занимался в плену, и когда уже была написана бо́льшая часть сочинения, Брандану удалось вернуться на родину. Говорят, что остаток жизни поэт провёл в полнейшем разочаровании, никогда не переставая носить траурные одежды. В 1588 году в Лиссабоне была опубликована «Элегиада» (Элежи́ада Elegíada), героическая поэма из 18 песен о войне, неудаче и гибели короля Дона Себастьяна. 
Поэма написана октавами, как «Лузиады» Луиша де Камоэнса. Сохранилось два издания сочинения 1588 года. Произведение было посвящено кардиналу Алберту, вице-королю Португалии.
В трагическом повествовании о разгромном сражении при Алкасер-Кибире подробнейше описаны как предшествующие, так и последующие тому события, поэтому от прозы португальских хронистов сочинение отличается только заимствованной у Камоэнса поэтической формой — октавами. Таким образом, несмотря на использование поэтической формы, из-за концепции автора эпическая поэма стала походить на историческую хронику.

## Первое издание поэмы
- Brandão L. P. Elegiada : de Luys Pereyra. Dirigida ao Serenissimo Senhor Cardeal Alberto Archiduque de Austria, & Governador dos Reynos de Portugal :  [порт.]. — 1ª ed. — Lisboa : Manuel de Lyra, 1588. — 575 p.